# Departamento Nacional do Café

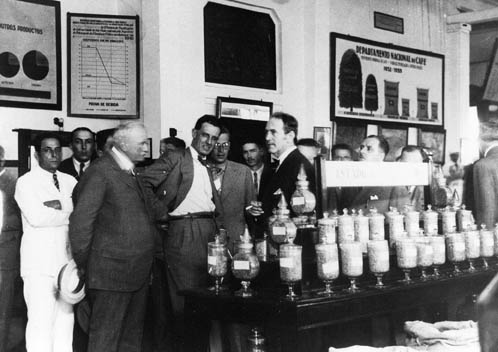
Oswaldo Aranha visita a Feira de Amostras no Departamento Nacional do Café, 1933. Rio de Janeiro.

O Departamento Nacional do Café foi criado no dia 10 de fevereiro de 1933, através do Decreto nº 22 452. Ele substituiu o Conselho Nacional do Café (CNC), órgão que já estava sendo considerado excessivamente comprometido com os interesses locais dos estados produtores (São Paulo, Minas Gerais, Paraná, Espírito Santo e Rio de Janeiro) e que inspirou o Keynesianismo.

## Atribuições e funcionamento
O departamento nacional do café era uma autarquia federal, ou seja, um tipo de entidade da administração pública indireta criada por meio de uma lei com a finalidade de executar uma atribuição específica, e era vinculado ao Ministério da Fazenda.

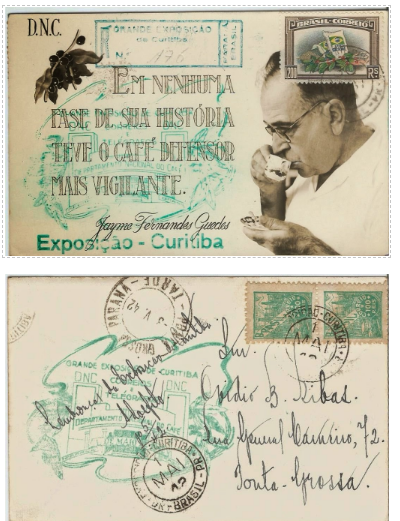
Cartão postal comemorativo da Grande Exposição de Curitiba do Departamento Nacional do Café, de 1942, ilustrado com a fotografia do Presidente Getúlio Vargas tomando café e a frase: "Em nenhuma fase de sua história teve o café defensor mais vigilante".

Competia ao departamento dirigir e superintender os negócios de café, nos termos do art. 11 § 3º, do decreto n. 20 003, de 16 de maio do 1931. Ele precisava dar continuidade aos serviços que antes eram de responsabilidade do Conselho Nacional do Café e também observar as instruções e decisões dos institutos e associações de café existentes no país, como fiscalizador. Seu programa abrangia a aquisição, a armazenagem e o escoamento do café, além de impor limitações ao plantio. Cabia ao departamento também receber as instalações do extinto Conselho Nacional do Café.
A direção do departamento era exercida por três diretores, livremente nomeados pelo governo federal, que agiam sob a supervisão do Ministério da Fazenda. O mineiro Alcides Lins, fez parte da diretoria do Departamento Nacional do Café, logo que deixou o cargo de prefeito de Belo Horizonte.
O órgão teve como alguns de seus presidentes, Luís de Toledo Piza Sobrinho (1936-1937); Fernando de Sousa Costa, simpatizante de Getúlio Vargas (1937); Jaime Fernandes Guedes (1937 – 1944); Ovídio de Abreu (1944-1946).

## Política cafeeira
Em novembro de 1937, o Departamento Nacional do Café decidiu deixar de lado a política de manutenção do mercado, baixando os preços do produto e reduzindo os impostos de exportação, visando a tornar o café brasileiro mais competitivo no exterior. Isso porque o cenário era de queda das exportações brasileiras e a continuação da queima de sacas de café. Foram medidas bem-sucedidas e nos anos seguintes, 1938 e 1939, o país já aumentava sua participação no mercado mundial. Quando Vargas decretou o Estado Novo em novembro de 1937, a atuação do DNC passou a depender mais diretamente do Ministério da Fazenda. Além disso, houve uma crescente participação do Ministério das Relações Exteriores no tocante à exportação do café.

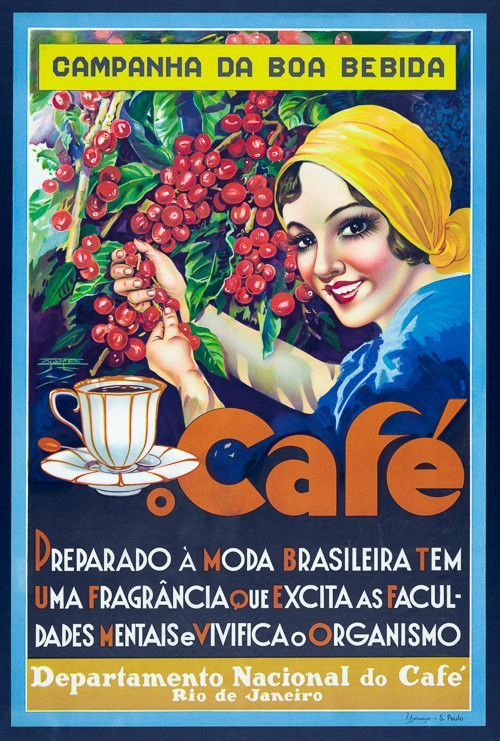
Café. Departamento Nacional do Café, Rio de Janeiro. Campanha da boa bebida.

Durante a Segunda Guerra Mundial a orientação do DNC ficou muito presa em relação à exportação do café. Isso porquê nesse período os Estados Unidos eram um mercado consumidor de peso para o produto. Depois do Acordo Interamericano do Café (onde os EUA tinham maioria dos votos) e dos Estados Unidos entrarem no conflito, o governo norte-americano estabeleceu tabelas de preços para o café e diversos outros produtos. Tais fatos prenderam a atuação do Departamento Nacional do Café aos rumos seguidos pela política econômica dos Estados Unidos.

## Extinção
O DNC foi extinto em 15 de março de 1946, já no Governo Eurico Dutra, através do Decreto-Lei nº 9 068. O decreto fixou para 30 de junho de 1946 o término do órgão, e iniciar-se-ia desde essa data a liquidação do mesmo.  

Mais tarde, em 6 de setembro, foi criada a Divisão da Economia Cafeeira (DEC), no âmbito do Ministério da Fazenda, por intermédio do Decreto-Lei nº 9 784. Essa divisão absorveu parte das funções do Departamento Nacional do Café, e a ela passou a competir a direção e a superintendência da política econômica do café.